# Prochorówka
Prochorówka – dawna kolonia. Tereny, na których była położona, leżą obecnie na Białorusi, w obwodzie witebskim, w rejonie brasławskim, w sielsowiecie Plusy.

## Historia
W czasach zaborów ówczesna wieś leżała w granicach Imperium Rosyjskiego.
W latach 1921–1945 wieś a następnie kolonia leżała w Polsce, w województwie nowogródzkim (od 1926 w województwie wileńskim), w powiecie brasławskim, w gminie Plusy.
Według Powszechnego Spisu Ludności z 1921 roku zamieszkiwało tu 50 osób, wszystkie były wyznania staroobrzędowego. Jednocześnie 2 mieszkańców zadeklarowało polską przynależność narodową, 27 białoruską a 21 inną. Było tu 12 budynków mieszkalnych. W 1931 w 13 domach zamieszkiwało 59 osób.
Wierni należeli do parafii rzymskokatolickiej w Plusach i prawosławnej w Brasławiu. Miejscowość podlegała pod Sąd Grodzki w Brasławiu i Okręgowy w Wilnie; właściwy urząd pocztowy mieścił się w Plusach.